# Cucumaria miniata
Espèce
Cucumaria miniata est une espèce d'animaux marins de la classe des holothuries (concombre de mer).

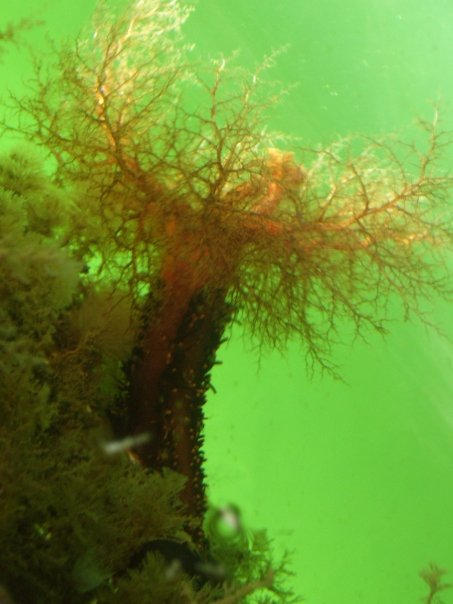
Cucumaria miniata
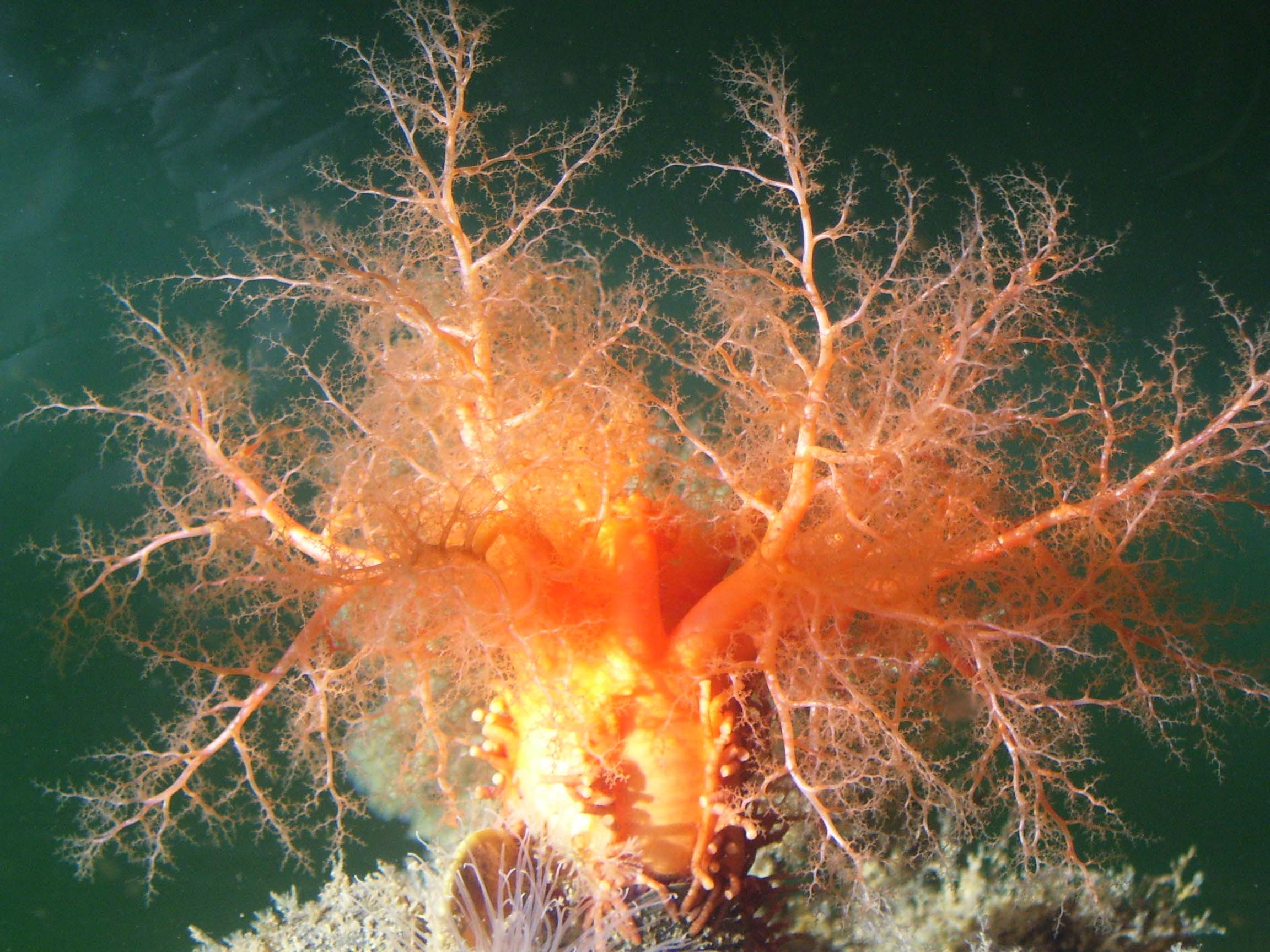
Tentacules buccaux d'une Cucumaria miniata
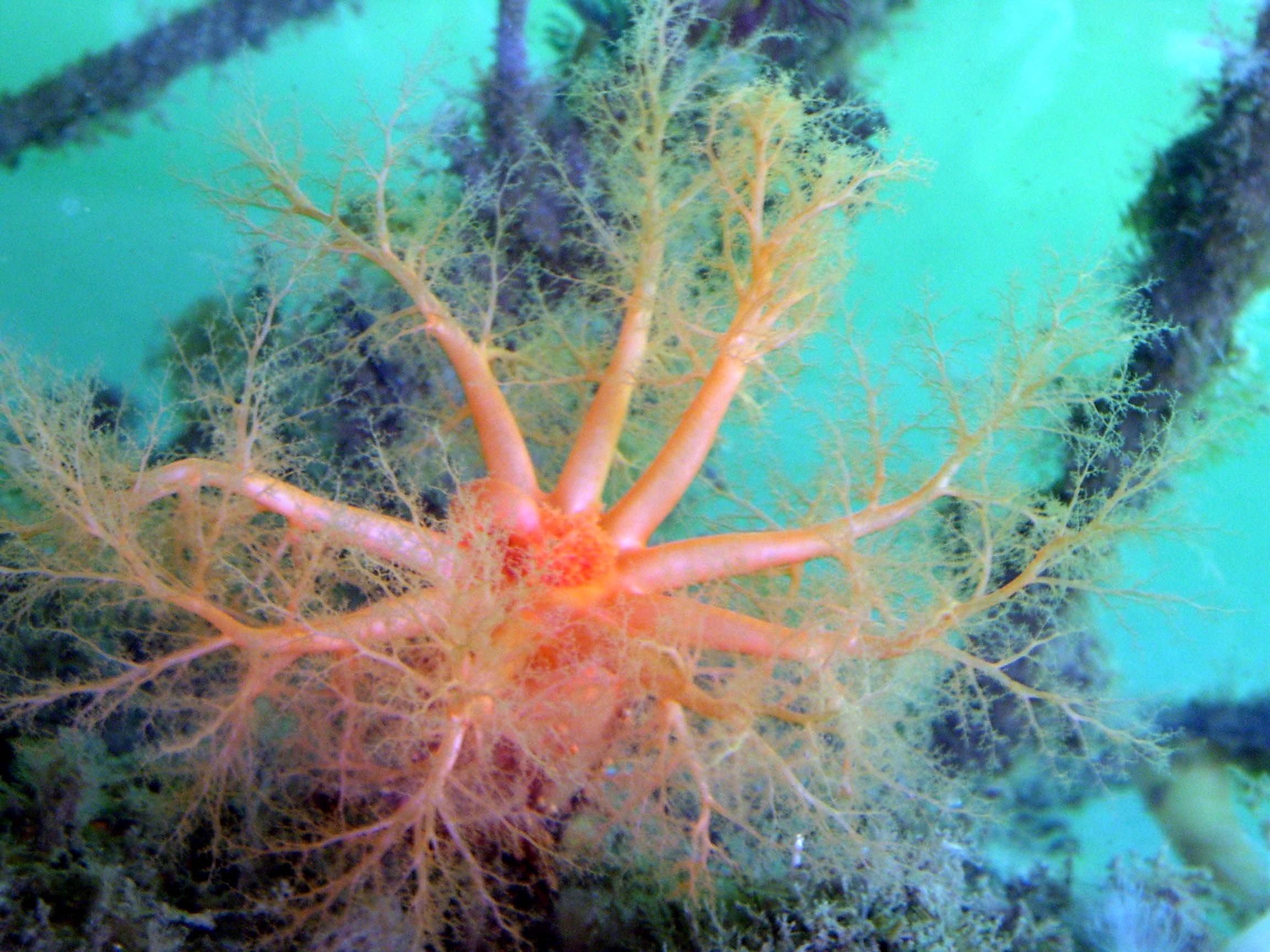